# Bourton
Bourton es una localidad situada en el condado de Dorset, en Inglaterra (Reino Unido), con una población estimada a mediados de 2016 de 1561 habitantes.
Se encuentra ubicada al sureste de la región Sudoeste de Inglaterra, cerca de la ciudad de Dorchester —la capital del condado—, de la conurbación del Sureste de Dorset y de la orilla del canal de la Mancha (océano Atlántico).